# Monelină

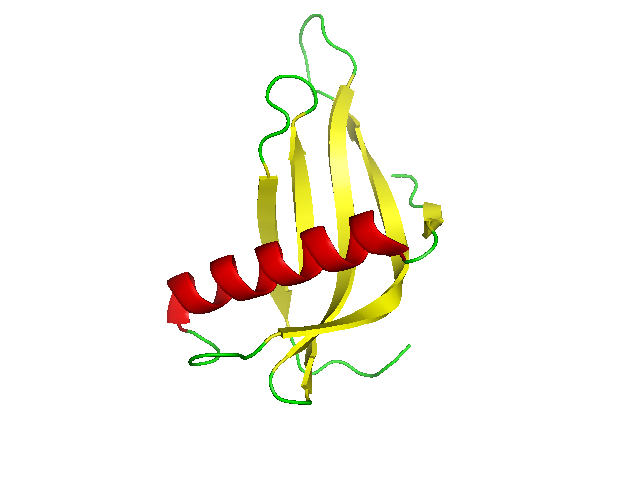
Structura monelinei, lanțul B

Monelina este o proteină cu gust foarte dulce și a fost izolată pentru prima dată în anul 1969 în fructele speciei Dioscoreophyllum cumminsii endemică din Africa de Vest. Inițial, s-a crezut că este o zaharidă. Denumirea a fost dată în anul 1972, după Monell Chemical Senses Center din Philadelphia, SUA, unde aceasta a fost izolată și caracterizată.